# Pokrovka, Horodok
Pokrovka (în ucraineană Покровка) este un sat în comuna Iurînți din raionul Horodok, regiunea Hmelnîțkîi, Ucraina.

## Demografie
Componența lingvistică a localității Pokrovka
     Ucraineană (98,46%)
     Rusă (1,54%)
Conform recensământului din 2001, majoritatea populației localității Pokrovka era vorbitoare de ucraineană (98,46%), existând în minoritate și vorbitori de rusă (1,54%).